# Templos do Sol

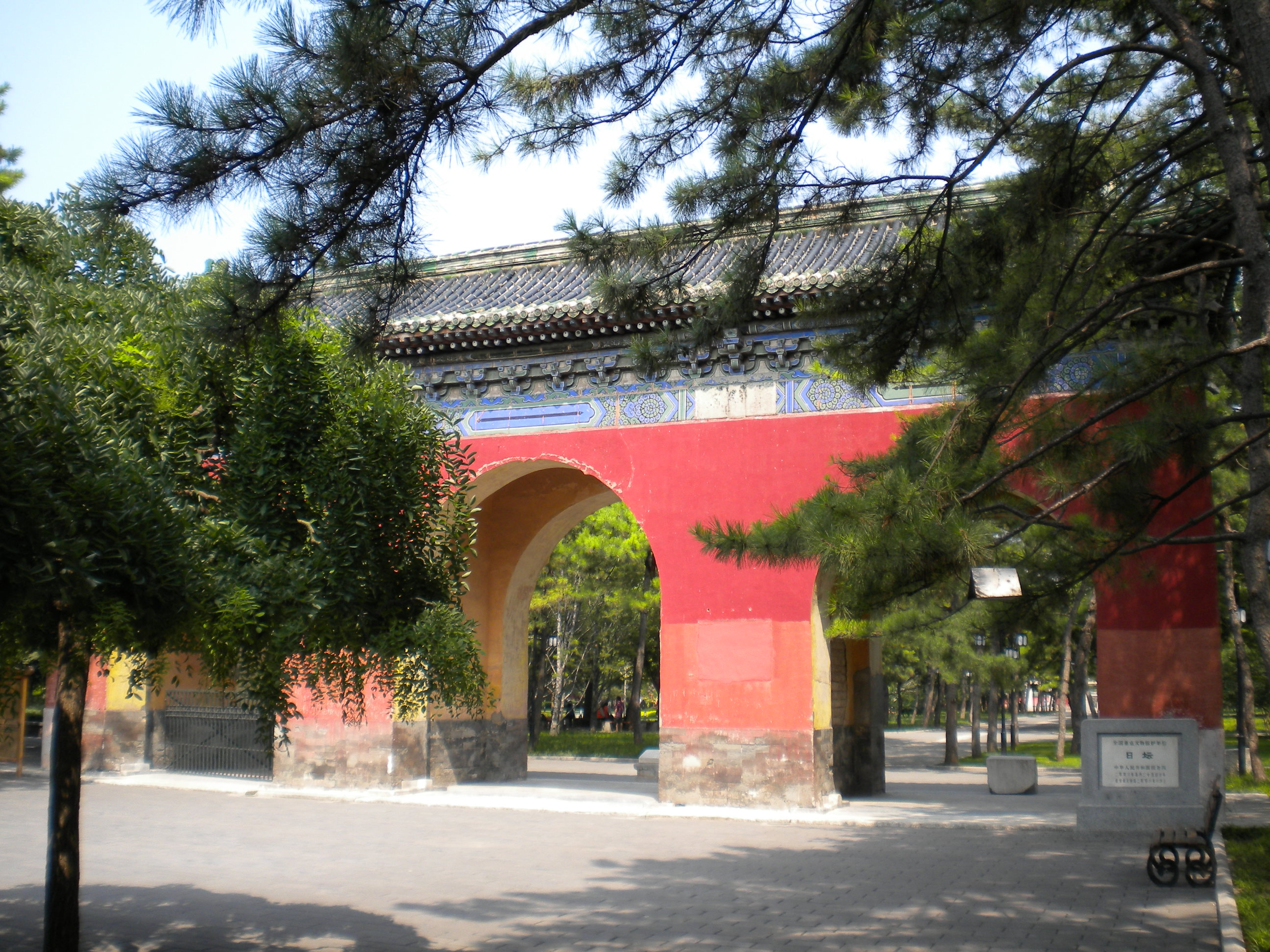
Entrada oeste, Templo do Sol, Pequim

Um templo do sol (ou templo solar) é um edifício utilizado para a vida religiosa ou atividades espirituais, tais como a oração e o sacrifício, dedicado ao sol ou uma divindade solar. Esses templos foram construídos por um grande número de culturas e são distribuídos em todo o mundo em locais como na Índia, a China, Egito, Japão e Peru. Alguns desses templos estão em ruínas, outros estão submetidos a escavação, a preservação ou a restauração e alguns estão listados como Património Mundial individualmente ou como parte de uma área maior, tais como Konark.

## China
O Templo do Sol em Pequim, na China, foi construído em 1530, durante a dinastia Ming, pelo Imperador Jiajing, junto com os novos templos dedicados para a Terra e a Lua, e uma expansão do Templo do Céu. O Templo do Sol foi utilizado pela corte imperial para elaborar os atos de adoração que envolvam o jejum, orações, danças e sacrifícios de animais, como parte de um ciclo de cerimônias envolvendo todos os templos. Um elemento importante foi a cor vermelha, que foi associado com o Sol, incluindo utensílios vermelhos para oferendas de comidas e vinhos, e roupas vermelhas para o imperador utilizar durante as cerimônias. O templo agora é parte de um parque público.

## Egito

A planta do templo de Userquerés

No antigo Egito, existiam vários templos do sol. Entre esses monumentos antigos, está o Grande Templo de Ramessés em Abul-Simbel, e complexos construídos pela Quinta Dinastia, dos quais apenas dois exemplos sobreviveram, o de Userquerés e o de Raturés. Os templos da Quinta Dinastia dispunham de três componentes, um edifício principal, encontrado em uma elevação, que era acessado por uma ponte, a partir de um edifício de entrada muito menor. Em 2006, arqueólogos encontraram ruínas debaixo de um mercado, no Cairo, que é, possivelmente, o maior templo construído por Ramessés II.

## Índia

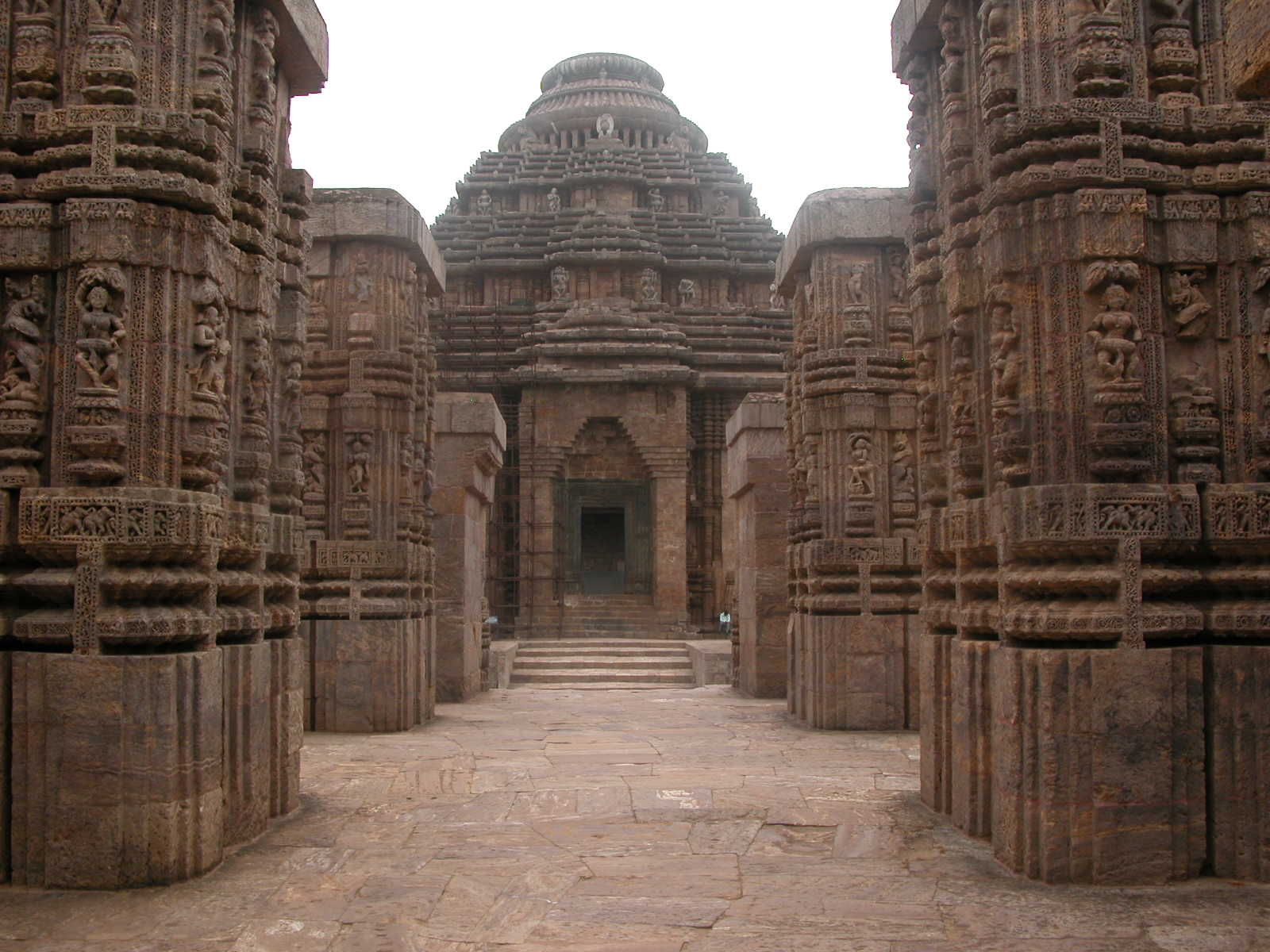
Templo Do Sol em Konark

O sol templos da Índia foram dedicados para a divindade Hindu: Surya, com o mais proeminente sendo o Templo do Sol, em Konark , Orissa. Konark foi construído por volta de 1250 d.C., por Narasimhadeva I da Dinastia Ganga Ocidental, e fora construído em forma de carruagem, com pedra esculpida em formato de rodas, pilares e paredes. Outros Templos do Sol na Ásia do Sul incluem:

## Outros

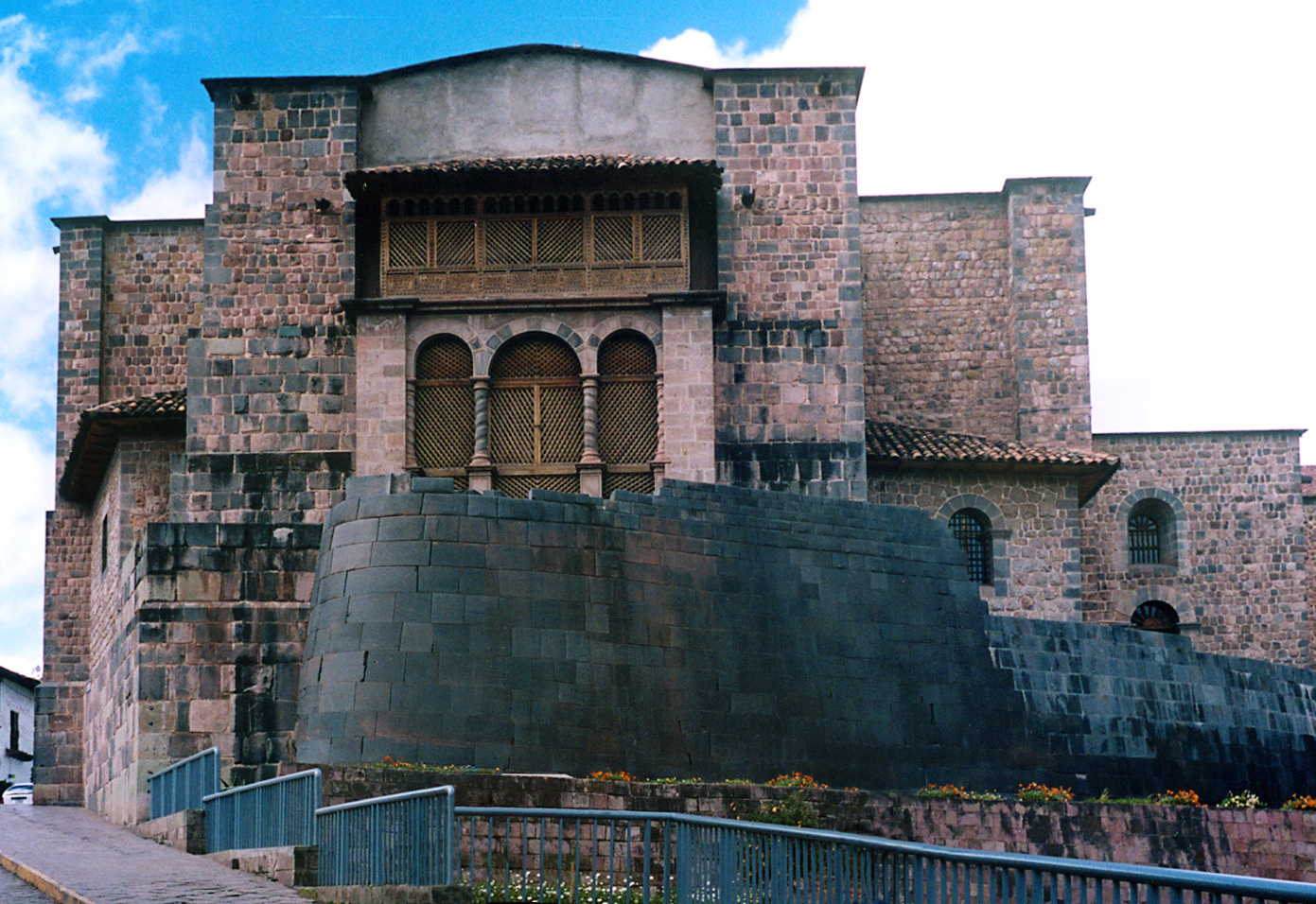
Coricancha com o Convento de Santo Domingo em cima

Há também o templo do sol sites em um número de outros países:
- O Templo do Sol no complexo do Templo da Cruz, no antigo território Maia em Palenque, no sul do México, construída entre 200 e 900 d.C.[17][18]
- O Templo do Sol da Noite no antigo território Maia em El Zotz, Guatemala, possivelmente abandonado no século V (cinco).[19]
- Coricancha, em Cusco, era o templo mais importante do Império Inca, dedicado principalmente ao deus sol: Inti.[20]
- Existem vários santuários Xintoístas no Japão, dedicado à deusa do sol, Amaterasu , incluindo:
  - Ise Grande Santuário em Ise, província de Mie[21][22]
  - Santuário Amanawa Shinmei, fundada em 710, em Kamakura
  - Amanoiwato-jinja, em Takachiho, província de Miyazaki[23]
- Em Parque Nacional de Mesa Verde, no Colorado, Estados Unidos, há uma estrutura que pode ter sido usado como um templo do sol pelos Índios Pueblo,[24] que fora construída por volta de 1275 d.C,[25] apesar de não parecer ter sido concluída.[26]